# Natividad de Nuestro Señor Jesucristo en Vía Gallia (título cardenalicio)
Natividad de Nuestro Señor Jesucristo en Vía Gallia es un título cardenalicio de la Iglesia Católica. Fue instituido por el papa Pablo VI en 1969.

## Titulares
- Paul Joseph Marie Gouyon (28 de abril de 1969 - 26 de septiembre de 2000)
- Audrys Bačkis (21 de febrero de 2001)